# Llista de soldans de Zanzíbar

Bandera del Sultanat de Zanzíbar

El càrrec de soldà de Zanzíbar fou creat 19 d'octubre de 1856 després de la mort de Saïd ibn Sultan, que havia governat Oman i Zanzíbar com a soldà d'Oman des del 1804. Els soldans de Zanzíbar eren d'una branca menor de la dinastia Al Bu-Saïd d'Oman.
El 1698, Zanzíbar passà a formar part de les possessions d'ultramar d'Oman, caient sota el control del soldà d'Oman. El 1832, o 1840 (la data varia segons les fonts), Saïd ibn Sultan va moure la seva capital des de Masqat, a Oman, fins a la Ciutat de Pedra. Hi establí una elit àrab que regnava i fomentava el desenvolupament de plantacions de clau d'espècia, utilitzant el treball esclau de l'illa.
El comerç de Zanzíbar va anar cada vegada més a les mans de comerciants del subcontinent indi, a qui Saïd animà a instal·lar-se a l'illa. Després de la seva mort el 1856, dos dels seus fills, Màjid ibn Saïd i Thuwainí ibn Saïd, lluitaren sobre la successió, i així Zanzíbar i Oman es dividiren en dos principats separats; Thuwainí esdevingué soldà d'Oman mentre Màjid esdevingué el primer soldà de Zanzíbar. Durant el seu regnat de 14 anys com a soldà, Màjid consolidà el seu poder al voltant del tràfic d'esclaus a l'Àfrica Oriental. El seu successor, Barghaix ibn Saïd, ajudà a abolir el tràfic d'esclaus a Zanzíbar i bona mesura desenvolupà la infraestructura del país. El tercer soldà, Khalifa ibn Saïd, també promogué el progrés del país cap a l'abolició de l'esclavitud.
Fins a 1886, el soldà de Zanzíbar controlava una porció substancial de la costa africana oriental, coneguda com a Zanj, i rutes comercials que s'estenien més lluny al continent, tan lluny com fins a Kindu al riu Congo. Aquell any, els britànics i els alemanys secretament varen arribar i establir-se a l'àrea sota el poder del Soldà. Durant els següents anys, gran part de les possessions de terra ferma del Sultanat foren preses per poders imperials europeus. Amb la signatura del Tractat de Helgoland-Zanzíbar el 1890 durant Guerra anglo-zanzibaresa sota el regnat d'Alí ibn Saïd, Zanzíbar es convertí en un protectorat britànic.
L'agost de 1896, la Gran Bretanya i Zanzíbar lluitaren en una guerra de 38 minuts, la més curta en la història enregistrada, després que Khàlid ibn Barghaix hagués pres el poder després de la mort de Hàmid ibn Thuwainí. Els britànics haurien volgut que Hammud ibn Muhàmmad es convertís en soldà, creient que seria molt més fàcil de treballar amb ell. Els britànics donaren una hora a Khàlid per deixar lliure el palau del Soldà a la Ciutat de Pedra. Khàlid no ho va fer, i en canvi reuní un exèrcit de 2.800 homes per lluitar contra els britànics. Els britànics llançaren un atac al palau i unes altres localitzacions al voltant de la ciutat. Khàlid es retirà i més tard marxà a l'exili. Hammud fou llavors pacíficament instal·lat com a soldà.
El desembre de 1963, el Regne Unit concedia la independència a Zanzíbar, que es convertia en una monarquia constitucional sota el poder del Soldà. El soldà Jamxid ibn Abd-Al·lah fou derrocat un mes més tard durant la Revolució de Zanzíbar. Jamshid fugí a l'exili, i el Sultanat fou reemplaçat per la República popular de Zanzíbar i Pemba. L'abril de 1964, la república s'uní amb Tanganyika per formar la República Unida de Tanganyka i Zanzíbar, que sis mesos més tard fou coneguda com a Tanzània.

## Soldans de Zanzíbar
| Ordre | Soldà                  | Nom complet                               | Retrat                                  | Inici mandat          | Fi mandat                | Notes |
| ----- | ---------------------- | ----------------------------------------- | --------------------------------------- | --------------------- | ------------------------ | --- |
| 1     | Màjid ibn Saïd[A]      | sàyyid Màjid ibn Saïd Al-Bu-Saïd          | Màjid ibn Saïd                          | 19 d'octubre de 1856  | 7 d'octubre de 1870      | Bargaix ibn Saïd va intentar d'usurpar el tron del seu germà el 1859, però no ho va aconseguir. Es va exiliar a Bombai durant dos anys. |
| 2     | Barghaix ibn Saïd      | sàyyid Sir Barghaix ibn Saïd Al Bu-Saïd   | Sàyyid Sir Barghash bin Said Al-Busaid  | 7 d'octubre de 1870   | 26 de març de 1888       | Responsable del desenvolupament de moltes de les infraestructures de Zanzíbar (especialment a Stone Town), com ara canalització d'aigua, cables de telègraf, edificis, carreteres, etc. Va ajudar a abolir el comerç d'esclaus a Zanzíbar tot signant un tractat amb la Gran Bretanya el 1870, prohibint el comerç d'esclaus al sultanat, i tancant el mercat d'esclaus a Mkunazini. |
| 3     | Khalifa bin Said       | sàyyid Sir Khalifa I ibn Saïd Al Bu-Saïd  | Sàyyid Sir Khalifa I bin Said Al-Busaid | 26 de març de 1888    | 13 de febrer de 1890     | Recolzà l'abolicionisme, com el seu predecessor. |
| 4     | Alí ibn Saïd           | sàyyid Sir Alí ibn Saïd Al Bu-Saïd        | Sayyid Sir Ali bin Said Al-Busaid       | 13 de febrer de 1890  | 5 de març de 1893        | El Regne Unit i l'Imperi Alemany signaren el Tractat de Heligoland-Zanzíbar el juliol de 1890. Aquest tractat va convertir Zanzíbar en un protectorat britànic.[B] |
| 5     | Hàmad ibn Thuwayní     | sàyyid Sir Hàmad ibn Thuwayní Al Bu-Saïd  | Sàyyid Sir Hamad bin Thuwaini Al-Busaid | 5 de març de 1893     | 25 d'agost de 1896       | |
| 6     | Khàlid ibn Bargaix     | sàyyid Khàlid ibn Barghaix Al Bu-Saïd     | Sàyyid Khalid bin Barghash Al-Busaid    | 25 d'agost de 1896    | 27 d'agost de 1896[C]    | Fou el perdedor de la Guerra anglo-zanzibaresa, la més curta de la història. |
| 7     | Hammud ibn Muhàmmad    | sàyyid Sir Hammud ibn Muhàmmad Al Saïd    | Sàyyid Sir Hamoud bin Mohammed Al-Said  | 27 d'agost de 1896    | 18 de juliol de 1902     | Va promulgar el decret final abolint l'esclavatge a Zanzíbar, el 6 d'abril de 1897. Per aquesta raó, fou nomenat cavaller per la Reina Victòria del Regne Unit. |
| 8     | Alí ibn Hammud         | sàyyid Alí ibn Hammud Al Bu-Saïd          | Sayyid Ali bin Hamud Al-Busaid          | 20 de juliol de 1902  | 9 de desembre de 1911[D] | El ministre britànic, Mr A. Rogers, va fer de regent fins que Ali va tenir 21 anys, el 7 de juny de 1905. |
| 9     | Khalifa ibn Kharub     | sàyyid Sir Khalifa II ibn Harub Al Saïd   | Sàyyid Sir Khalifa II bin Harub Al-Said | 9 de desembre de 1911 | 9 d'octubre de 1960      | Cunyat d'Ali bin Hamud. Va supervisar la construcció del port de Stone Town i les carreteres de quitrà a Pemba. |
| 10    | Abd-Al·lah ibn Khalifa | sàyyid Sir Abd-Al·lah ibn Khalifa Al Saïd |                                         | 9 d'octubre de 1960   | 1 de juliol de 1963[E]   | |
| 11    | Jamxid ibn Abd-Al·lah  | sàyyid Sir Jamxid ibn Abd-Al·lah Al Saïd  |                                         | 1 de juliol de 1963   | 12 de gener de 1964[F]   | El 10 de desembre 1963, Zanzíbar es va independitzar de la Gran Bretanya com a monarquia constitucional spta Jamshid. |